# Poospiza boliviana
La monterita boliviana, monterita quebradeña o dominiquí boliviano (Poospiza boliviana) es una especie de ave paseriforme de la familia Thraupidae perteneciente al género Poospiza. Es nativa del centro-oeste de América del Sur.

## Distribución y hábitat
Se distribuye a lo largo de la cordillera de los Andes y adyacencias desde el oeste de Bolivia (sur de La Paz) hasta el extremo noroeste de Argentina, en el norte de las provincias de Salta y Jujuy.
Esta especie es considerada bastante común en su hábitat natural: las quebradas boscosas y arbustivas en regiones de alta montaña, en altitudes entre 1700 y 3000 m.

## Sistemática

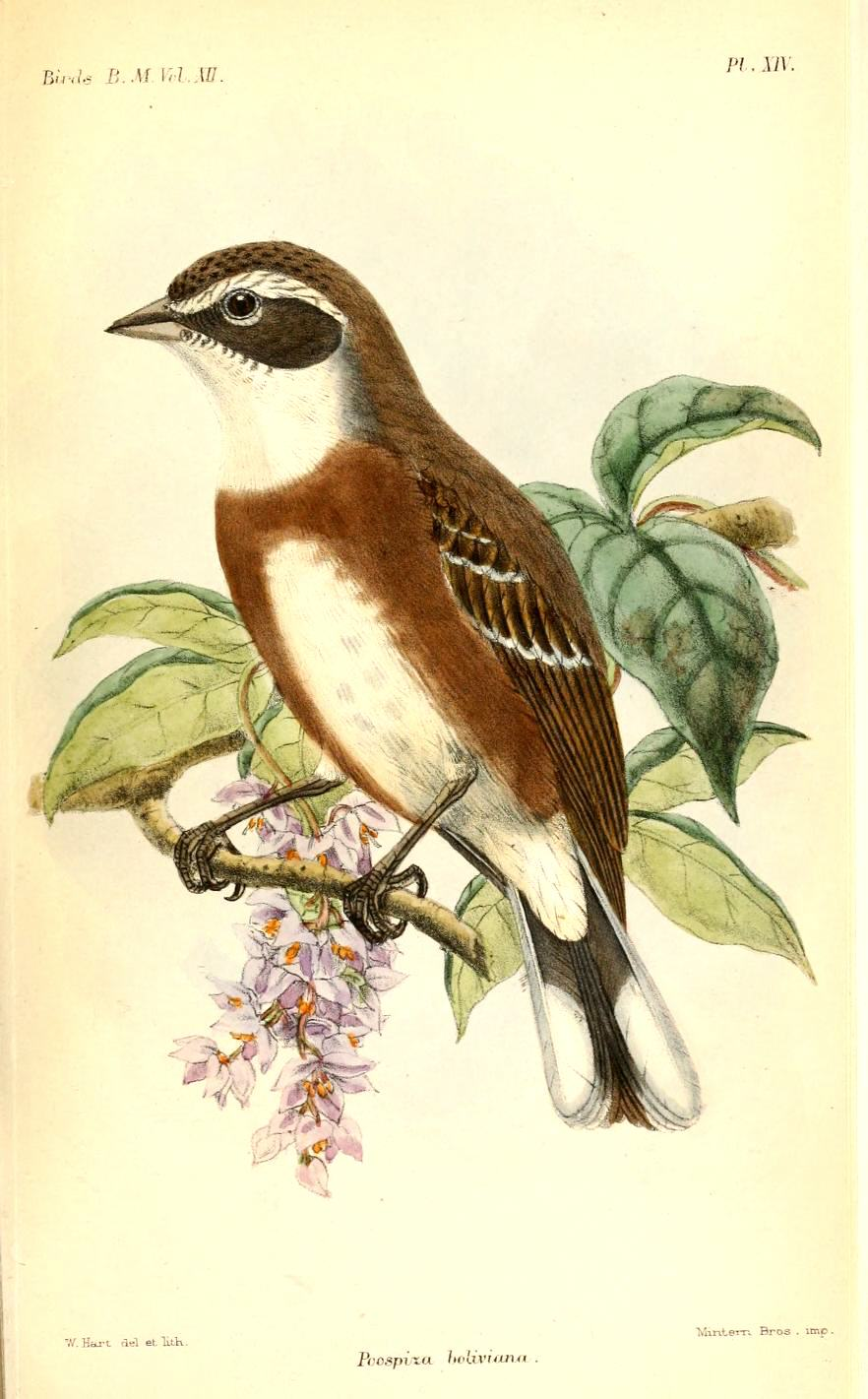
Poospiza boliviana, ilustración de Hart en Catalogue of the birds in the British Museum, 1888.

### Descripción original
La especie P. boliviana fue descrita por primera vez por el zoólogo británico Richard Bowdler Sharpe en 1888 bajo el mismo nombre científico; su localidad tipo es: «Bolivia».

### Etimología
El nombre genérico femenino Poospiza es una combinación de las palabras del griego «poas»: hierba, y «σπιζα spiza» que es el nombre común del pinzón vulgar, vocablo comúnmente utilizado en ornitología cuando se crea un nombre de un ave que es parecida a un pinzón; y el nombre de la especie «boliviana» se refiere a Bolivia, la localidad tipo.

### Taxonomía
Los datos presentados por los amplios estudios filogenéticos recientes confirman que la presente especie es hermana de Poospiza ornata, y el par formado por ambas es hermano del par formado por Poospiza nigrorufa y Poospiza whitii.